# Baignade nocturne à Yeddo Bay
Baignade nocturne à Yeddo Bay (titre original : A Night’s Swim in Yeddo Bay) est une nouvelle américaine de l'écrivain Jack London publiée aux États-Unis en 1895. En France, elle a paru pour la première fois en 1977.

## Historique
La nouvelle est publiée dans le journal étudiant Aegis (en) en mai 1895, elle n'a pas été reprise dans un recueil.

## Éditions

### Éditions en anglais
- Who Believes in Ghosts!, dans le journal étudiant Aegis (en), mai 1895.

### Traductions en français
- Baignade nocturne à Yeddo Bay, traduction de Jacques Parsons, in Les Yeux de l’Asie, recueil, U.G.E., 1977.